# Laurie Bartram
Laurie Lee Bartram (* 16. Mai 1958 in St. Louis, Missouri; † 25. Mai 2007 in Lynchburg, Virginia) war eine US-amerikanische Tänzerin und Schauspielerin.

## Karriere
Bartram war bereits seit ihrer Jugend als Tänzerin aktiv und wirkte in Ballettaufführungen in ihrer Geburtsstadt St. Louis mit. Als Schauspielerin wurde sie einem breiteren Publikum vor allem durch ihre Rolle als Brenda in dem Horrorfilm Freitag der 13. (1980) bekannt. Zuvor hatte sie bereits in verschiedenen Fernsehproduktionen mitgewirkt; unter anderem hatte sie eine wiederkehrende Rolle in der Fernsehserie Another World gespielt, wo sie in insgesamt 85 Episoden auftrat. 
Nach ihrem Part in Freitag der 13. kehrte sie der Filmbranche den Rücken und wendete sich anderen beruflichen Bereichen zu. So war sie in den Jahren danach federführend an der Inszenierung mehrerer Bühnenaufführungen beteiligt und wirkte in Werbespots, vor allem als Sprecherin, mit. 
Bartram lebte lange Zeit in Tacoma im US-Bundesstaat Washington und zog später nach Lynchburg. Dort starb sie im Alter von 49 Jahren an Bauchspeicheldrüsenkrebs. Sie war bis zu ihrem Tod verheiratet und Mutter von fünf Kindern.

## Filmografie
- 1973: Notruf California (Fernsehserie, 2 Episoden)
- 1974: Beschwörung
- 1978–1979: Another World (Fernsehserie, 85 Episoden)
- 1980: Freitag der 13.